# Maarheeze
Maarheeze (brabantisch Màres) ist ein Ortsteil der Gemeinde Cranendonck in der niederländischen Provinz Nordbrabant circa 15 km südöstlich von Eindhoven. Bis 1996 war Maarheeze eine eigenständige Gemeinde. 1997 vereinigte es sich mit Budel und änderte seinen Namen in Cranendonck.
Herkunft des Namens Maarheeze ist Maar (deutsch Moor) und heeze (deutsch Durchgang). Das Dorf ist als Brink entstanden und wurde 1289 zum ersten Mal mit Wilhelm von Cranendonck als Gutsherr erwähnt. Zusammen mit dem angrenzenden Dorf Soerendonk war Maarheeze einem gemeinsamen Schöffengericht unterstellt. Das Dorf hat sich entlang der A2 entwickelt.

## Sehenswürdigkeiten

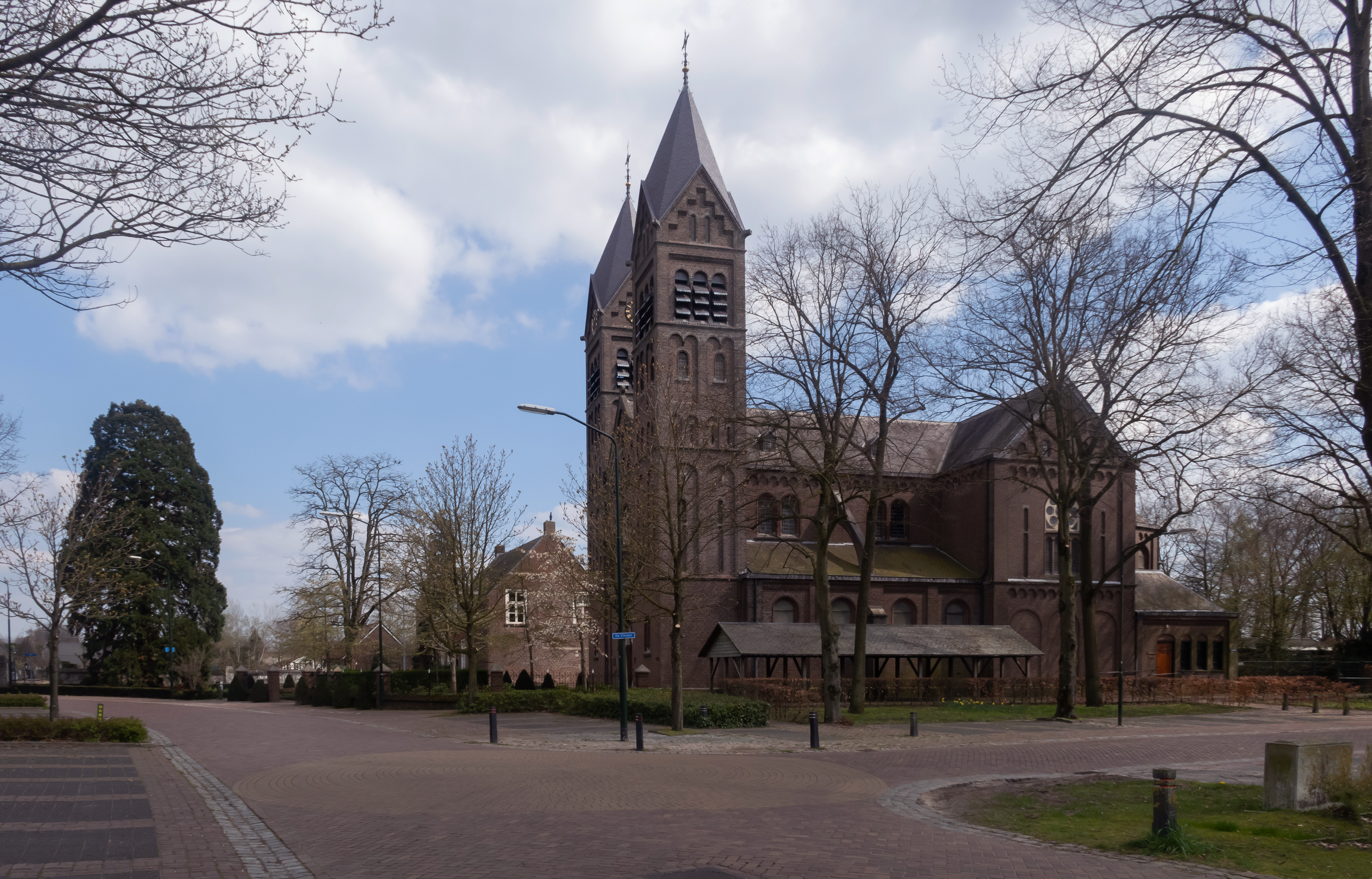
Die der Heiligen Gertrud von Nivelles geweihte Sankt-Gertraud-Kirche

Zu den Sehenswürdigkeiten des Ortes Maarheeze zählen die neuromanische Sankt-Gertraud-Kirche aus dem Jahre 1910 und das Pastorat aus dem Jahre 1821.

## Politik

### Ehemaliger Gemeinderat
Bis zur Auflösung der Gemeinde ergab sich seit 1982 folgende Sitzverteilung:
| Partei                                   | Sitze | Sitze | Sitze | Sitze |
| Partei                                   | 1982  | 1986  | 1990  | 1994  |
| ---------------------------------------- | ----- | ----- | ----- | ----- |
| CDA                                      | 5     | 5     | 5     | 3     |
| Ons Aller Belang                         | 2     | 2     | 3     | 3     |
| PvdA                                     | 1     | 2     | 2     | 2     |
| VVD                                      | 2     | 2     | 2     | 2     |
| Lijst Gastel                             | 1     | 1     | 1     | 2     |
| Lijst Van Oss                            | –     | –     | –     | 1     |
| Samenwerking Plaatselijke Groeperingen a | –     | 1     | –     | –     |
| Standpunt ’82                            | 1     | –     | –     | –     |
| Lijst de Smet                            | 1     | –     | –     | –     |
| Werkgroep voor de Belangen der Inwoners  | 0     | –     | –     | –     |
| D66                                      | 0     | –     | –     | –     |
| Gesamt                                   | 13    | 13    | 13    | 13    |

Anmerkungen